# Алі Зітуні
Алі Зітуні (араб. علي زيتوني, *нар. 11 січня 1981, м. Туніс) — туніський футболіст, нападник клубу «Карталспор».
Насамперед відомий виступами за клуб «Есперанс», а також національну збірну Тунісу.

## Клубна кар'єра
Народився 11 січня 1981 року в місті Туніс. Вихованець футбольної школи клубу «Есперанс». Дорослу футбольну кар'єру розпочав 1999 року в основній команді того ж клубу, в якій провів вісім сезонів, взявши участь у 136 матчах чемпіонату.  У складі «Есперанса» був одним з головних бомбардирів команди, маючи середню результативність на рівні 0,42 голу за гру першості.
Згодом з 2004 по 2012 рік грав у складі команд клубів «Аль-Аглі» (Дубай), «Труа», «Антальяспор» та «Коньяспор».
До складу клубу «Карталспор» приєднався 2013 року. Наразі встиг відіграти за стамбульську команду 13 матчів в національному чемпіонаті.

## Виступи за збірну
У 1999 році дебютував в офіційних матчах у складі національної збірної Тунісу. Наразі провів у формі головної команди країни 45 матчів, забивши 14 голів.
У складі збірної був учасником Кубка африканських націй 2000 року у Гані та Нігерії, чемпіонату світу 2002 року в Японії і Південній Кореї.

## Титули і досягнення
- Переможець Середземноморських ігор: 2001